# Driehuizerweg (Nijmegen)
De  Driehuizerweg is een straat in de Nijmeegse wijk Brakkenstein. De straat loopt tegenwoordig vanaf het Toernooiveld zuidwaarts tot aan de Scheidingsweg (die tevens de zuidgrens van de hele stad is). Tot het eind van de jaren 60 van de 20e eeuw was de Driehuizerweg aanzienlijk langer.

## Geschiedenis
De oudste vermelding van deze weg dateert uit het midden van de 17e eeuw, destijds als de Wech naer Moeck (Mook). Deze naam werd in 1822 aanvankelijk gewijzigd in Driehuizensche Weg, en in 1906 in de huidige naam. Hiermee wordt verwezen naar De Drie Huizen, een tegenwoordig monumentale boerderij die aan de Driehuizerweg gelegen is. Op 9 juli 1924 werden de toenmalige spoorbrug van de Spoorlijn Nijmegen - Venlo en een stuk van de Verlengde Groenestraat ook bij de Driehuizerweg gevoegd.
De Driehuizerweg begon oorspronkelijk echter al veel noordelijker, namelijk op het kruispunt van de Groesbeekseweg. De weg liep vervolgens eerst door het gebied waar later de wijk Groenewoud is verrezen. Bij de Groenewoudseweg maakte de Driehuizerweg een kleine bocht, volgde het noordelijke deel van de huidige Professor Korsstraat en liep daarna verder in zuidelijke richting, Vervolgens ging de weg met een brug recht over de spoorlijn, liep aan de zuidzijde een kort stuk in zuidoostelijke richting parallel aan de spoorlijn waarna de weg weer verder naar het zuiden ging.
In de eerste paar jaar na de Tweede Wereldoorlog werd nabij de Driehuizerweg de Gouverneursbuurt gebouwd. Waarschijnlijk is dit de bekendste naoorlogse noodwijk in Nijmegen. Deze noodwijk is omstreeks 1967 weer geheel verdwenen.
Eind jaren 60 werd deze buurt van Nijmegen grondig heringericht. De oude spoorbrug werd vervangen door een nieuwe, die ca. 100 meter westelijker lag. Daarbij werd de Driehuizerweg aanvankelijk iets naar het westen verlegd, zodat de weg aan de andere kant van het spoor nu precies aansloot op de Heyendaalseweg. Een paar jaar later werd echter ook de campus van de Katholieke Universiteit Nijmegen fors uitgebreid, terwijl bovendien het Toernooiveld in deze tijd werd gereconstrueerd. Dit alles had tot gevolg dat er opnieuw vrij grote veranderingen in het stratenplan nodig waren. De rechtstreekse verbinding tussen de Heyendaalseweg en Driehuizerweg kwam nu geheel te vervallen. In plaats daarvan werd nu het grootste gedeelte van de Driehuizerweg, vanaf de Groesbeekseweg tot voorbij de spoorlijn, aan de Heyendaalseweg toegevoegd; enkel het stuk ten zuiden van het Toernooiveld behield de naam Driehuizerweg.